# Grace Harwar

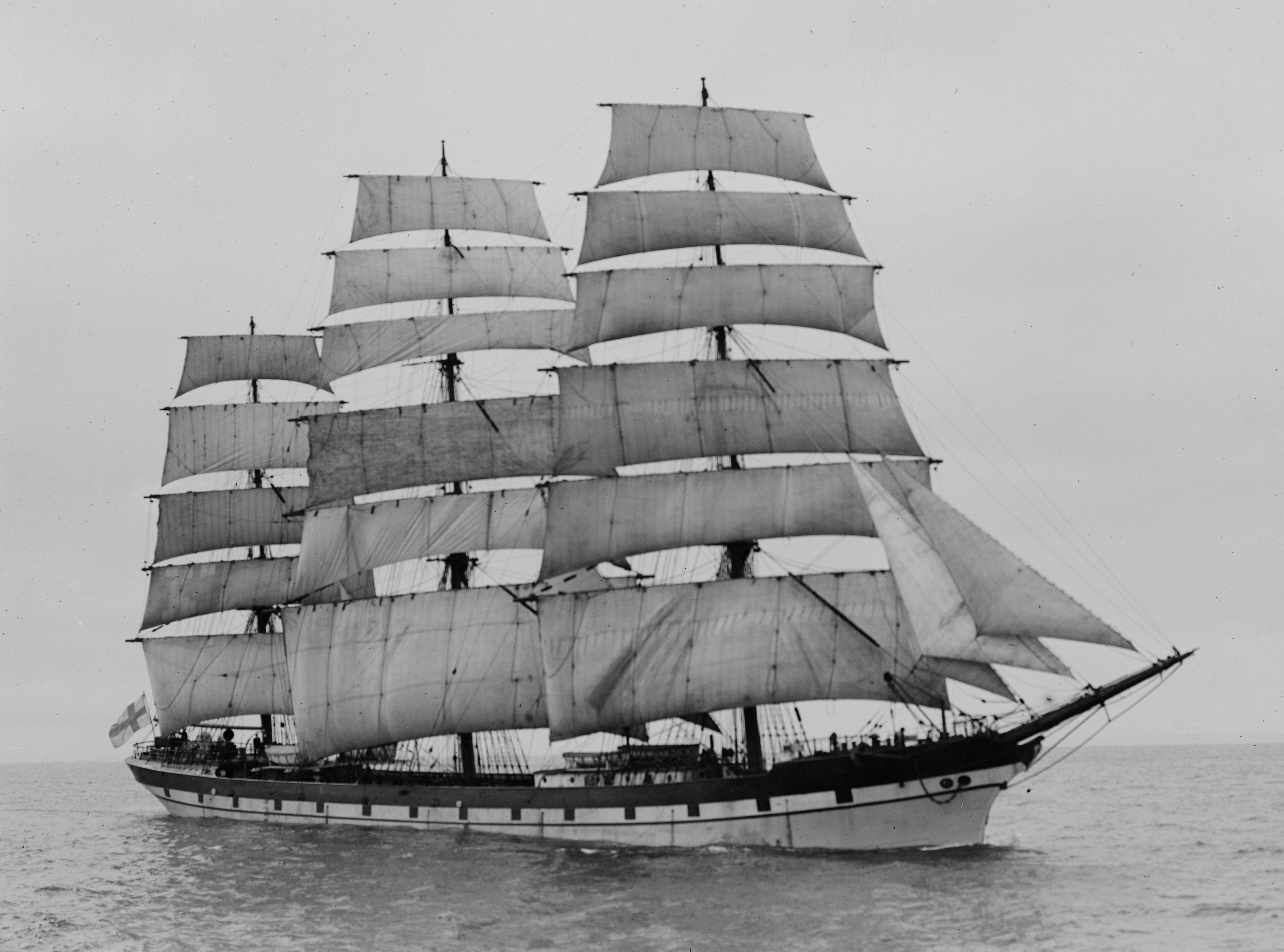
Grace Harwar

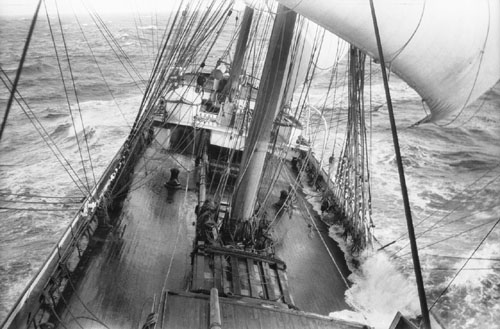
Grace Harwar 1929

Grace Harwar var en tremastad fullriggare i stål, byggd 1889 i Pt. Glasgow, Skottland. Den ingick i Gustaf Eriksons åländska flotta 1916–1935 och gick då på vetetraden till Australien.
Fartyget var på 2950 ton och världens sista fullriggare i handelsfart. Fartyget höggs upp i Skottland 1935.